# NGC 708

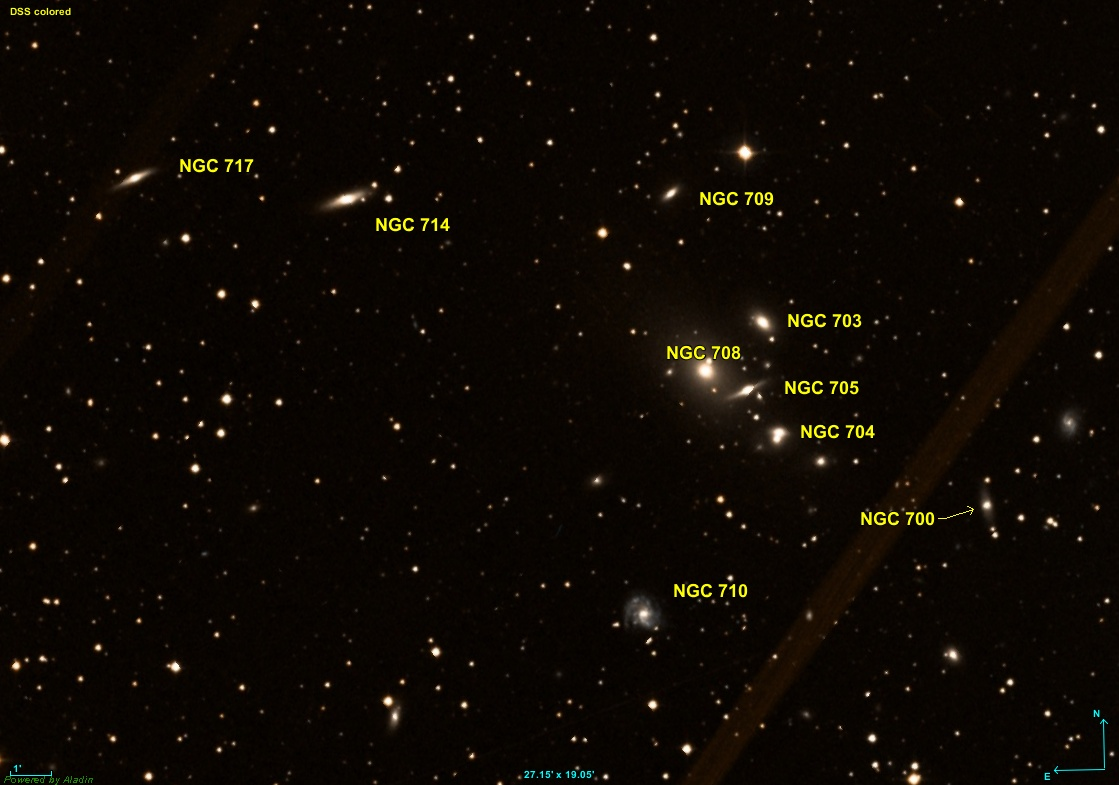
Abell 262

NGC 708 is een elliptisch sterrenstelsel in het sterrenbeeld Andromeda. Het hemelobject werd op 21 september 1786 ontdekt door de Duits-Britse astronoom William Herschel.
NGC 708 maakt deel uit van de cluster Abell 262.

## Synoniemen
- PGC 6962
- UGC 1348
- MCG 6-5-31
- ZWG 522.39